# Zaitzeviaria gotoi
Zaitzeviaria gotoi is een keversoort uit de familie beekkevers (Elmidae). De wetenschappelijke naam van de soort werd in 1959 gepubliceerd door Nomura.